# Лесохим
Лесохим — поселок в Рязанском районе Рязанской области. Входит в Заборьевское сельское поселение.

## География
Находится в центральной части Рязанской области на расстоянии приблизительно 45 км на северо-восток по прямой от вокзала станции Рязань I на правом берегу реки Пра.

## История
Наиболее раннее картографическое отображение существования поселка представлено на карте 1985 года.

## Население
Численность населения: 6 человек в 2002 году (русские 100 %), 2 в 2010.